# Portrait de Wilhelm Uhde
Le Portrait de Wilhelm Uhde est un tableau peint par Pablo Picasso en 1910. Cette huile sur toile constitue un portrait cubiste du marchand d'art Wilhelm Uhde. Elle a appartenu à la collection de René Gaffé, avant d'être conservée dans une collection particulière aux États-Unis (collection Joseph Pulitzer, Saint-Louis, Missouri).